# シャルル2世 (アランソン伯)
アランソン伯シャルル2世 （Charles II, comte d'Alençon, 1297年 - 1346年8月26日）は、アランソン伯およびペルシュ伯（在位：1325年 - 1346年）、シャルトル伯およびジョワニー伯（在位：1335年 - 1336年）。

## 生涯
シャルル2世はヴァロワ伯シャルルとアンジュー女伯マルグリットの次男で、フランス王フィリップ6世の弟である。1314年4月、シャルル2世はジャンヌ・ド・ジョワニーと結婚した。ジャンヌは1335年に父ジャン2世の跡を継いでジョワニー女伯となっていたが、1336年9月2日に死去した。2人の間に子供はいなかった。シャルル2世は父の指揮下でギュイエンヌで初陣を果たし、最初の包囲線で勇気ある戦いぶりを見せた。
父シャルルが1325年12月16日に死去し、シャルル2世は父とすでに合意していた通り、アランソン伯領、シャンプロン、シャトーヌフ＝アン＝ティムレ、スノンシュおよびペルシュの森を継承した。
兄フィリップは1328年にフランス王となった。しかしイングランド王エドワード3世がフランス王位を主張し、臣下の礼を取ることを拒否した。フィリップはシャルル2世を将軍に任命し、イングランド人が起こしたサントの反乱の鎮圧に向かわせた。
シャルル2世はサントといくつかの要塞を占領した。

## 結婚と子女
1336年、シャルル2世はスペイン王族フェルナンド・デ・ラ・セルダの娘マリアと結婚し、以下の子女をもうけた。
- シャルル3世（1337年 - 1375年） - アランソン伯（1346年 - 1361年）、のちリヨン大司教（1365年 - 1375年）[4]
- フィリップ（1338年 - 1397年） - ボーヴェ司教[4]、ルーアン大司教（1359年 - 1375年）、枢機卿
- ピエール2世（1340年 - 1404年）[2] - アランソン伯（1361年 - 1404年）
- イザベル（1342年 - 1379年9月3日ポワシー）[4] - 修道女
- ロベール（1344年 - 1377年）[4] - ペルシュ伯（1346年 - 1377年）

## 死去
シャルル2世は1340年にブルターニュ継承戦争に参加し、続いて参加したクレシーの戦いで戦死した。父と同様にパリのサン＝ジャック通りのジャコバン修道院に埋葬された。彫像は現在サン＝ドニ大聖堂にある。
アランソン伯位は長男のシャルル3世が、ペルシュ伯位はロベールが継承した。

## 紋章

ヴァロワ＝アランソン家の紋章
ペルシュ伯の紋章